# Siklós Mária
Siklós Mária (Budapest, 1939. március 15. –) Ybl Miklós-díjas magyar építész, építészmérnök.

## Életpályája
A Műszaki Egyetemen szerzett építészdiplomát. Kivitelezői, majd külföldi tervezői gyakorlat után, 1966-tól a Középülettervező Vállalat tervezője volt, 1978-tól műteremvezető. Pályája során számos vidéki és fővárosi színház rekonstrukciójának terveit készítette el.
1999-ben Schwajda Györgytől pályáztatás nélkül megbízást kapott az új Nemzeti Színház megtervezésére, amit azután sem utasított vissza, hogy a később kiírt pályázatot nem ő nyerte meg, valamint tervét az Építészeti Központi Tervtanács szakmailag is elutasította. Emiatt a Magyar Építész Kamara kizárta tagjai közül, ugyanis 1999-ban a küldöttgyűlésük határozatban deklarálta, hogy kizárólag tervpályázat során készíthet bárki is terveket a nemzetihez. Siklós fellebbezett és végül négy év pereskedés után a Legfelsőbb Bíróság jogerősen megsemmisítette a kizárást.

## Fontosabb munkái
- Vidám Színpad rekonstrukciója, Budapest (1970)[8]
- Állami Bábszínház rekonstrukciója, Budapest (1972)[8]
- Katona József Színház rekonstrukciója, Budapest (1976)[8]
- Operaház Üzemháza, Budapest (1976)[8]
- Nyíregyházi Móricz Zsigmond Színház rekonstrukciója, Nyíregyháza (1980-81)[8]
- Magyar Állami Operaház rekonstrukciója, Budapest (1980-82)[8]
- Pécsi Nemzeti Színház és Kamaraszínház rekonstrukciója, Pécs (1986)
- Szigligeti Színház rekonstrukciója, Szolnok (1990)
- Vígszínház rekonstrukciója, Budapest (1993–1994)[9]
- Madách Színház rekonstrukciója, Budapest (1997)[10]
- Thália Színház rekonstrukciója, Budapest (2000)
- Budapesti Operettszínház rekonstrukciója, Budapest (1999–2001)[11]
- Nemzeti Színház építési tervei, Budapest (2002)[6][12][13][14][15][16]

## Díjai és kitüntetései
- Ybl Miklós-díj (1985, a színházrekonstrukciók tervezésében végzett színvonalas építészeti tevékenységéért)
- Városháza Emlékérem (Pécs, 1991)
- Magyar Művészetért díj (1995)
- A Magyar Köztársasági Érdemrend középkeresztje (2002, a Nemzeti Színház felépítése érdekében végzett áldozatos munkájáért)

## Képgaléria

Munkássága képekben
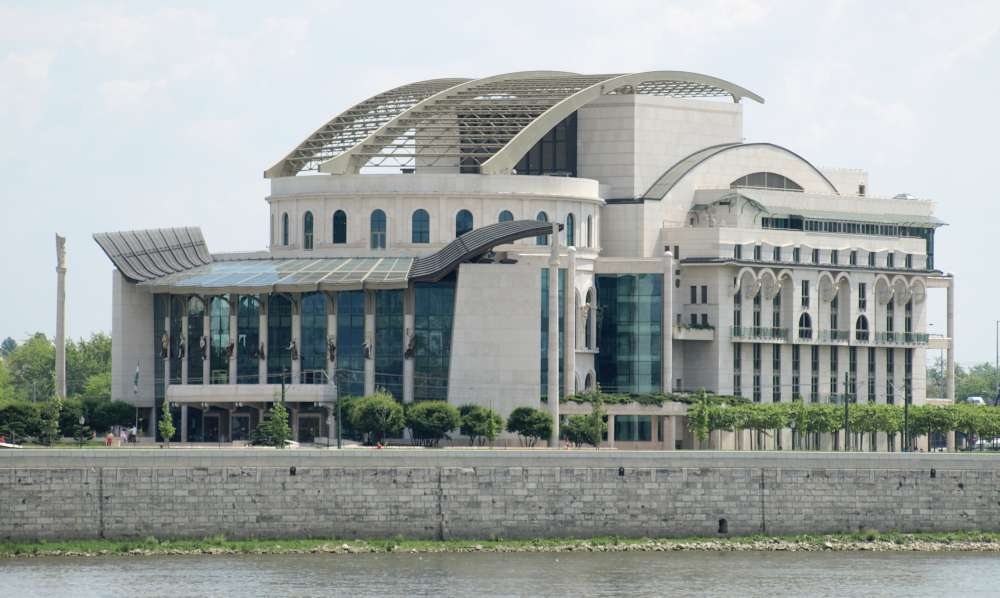
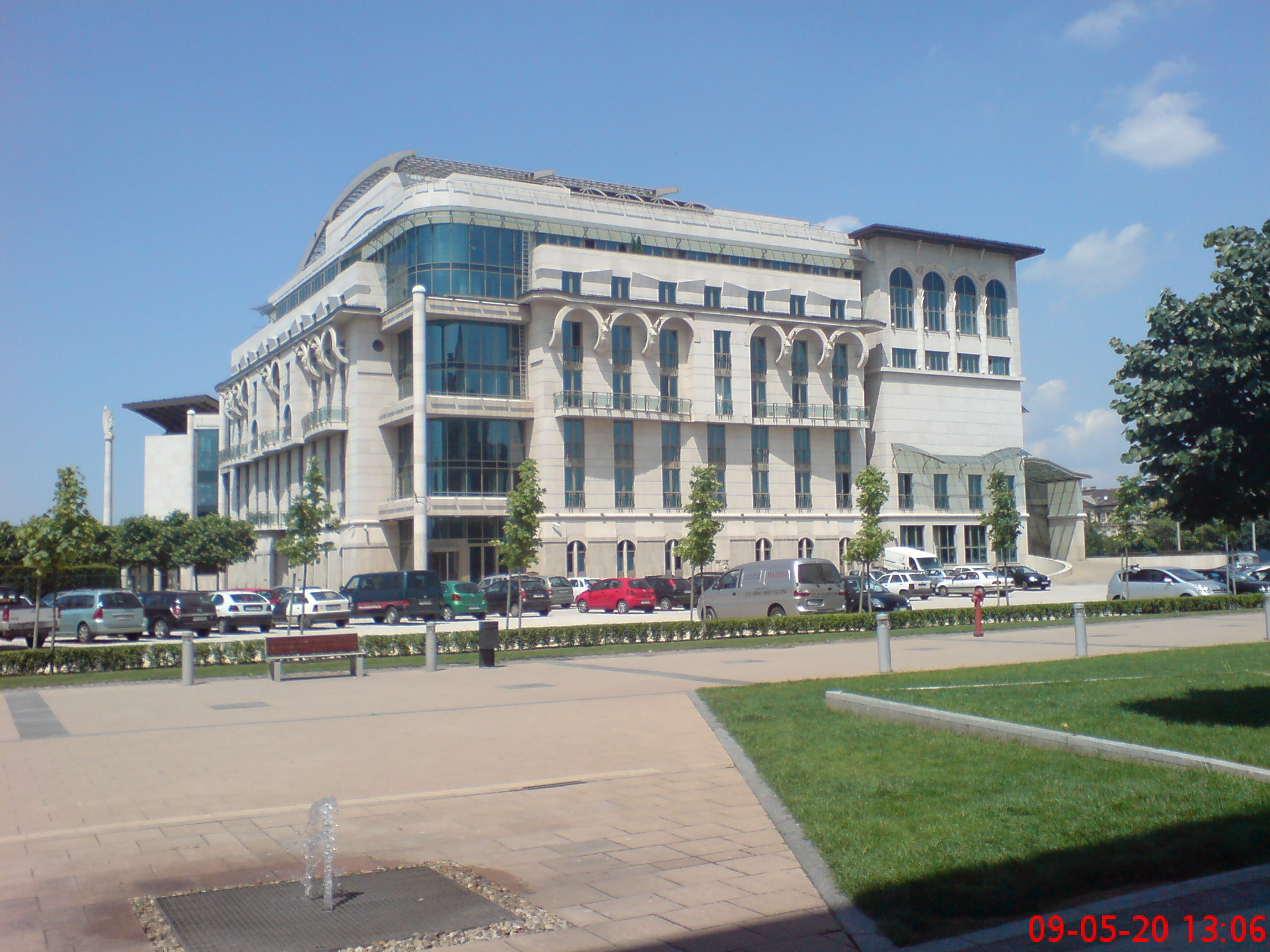
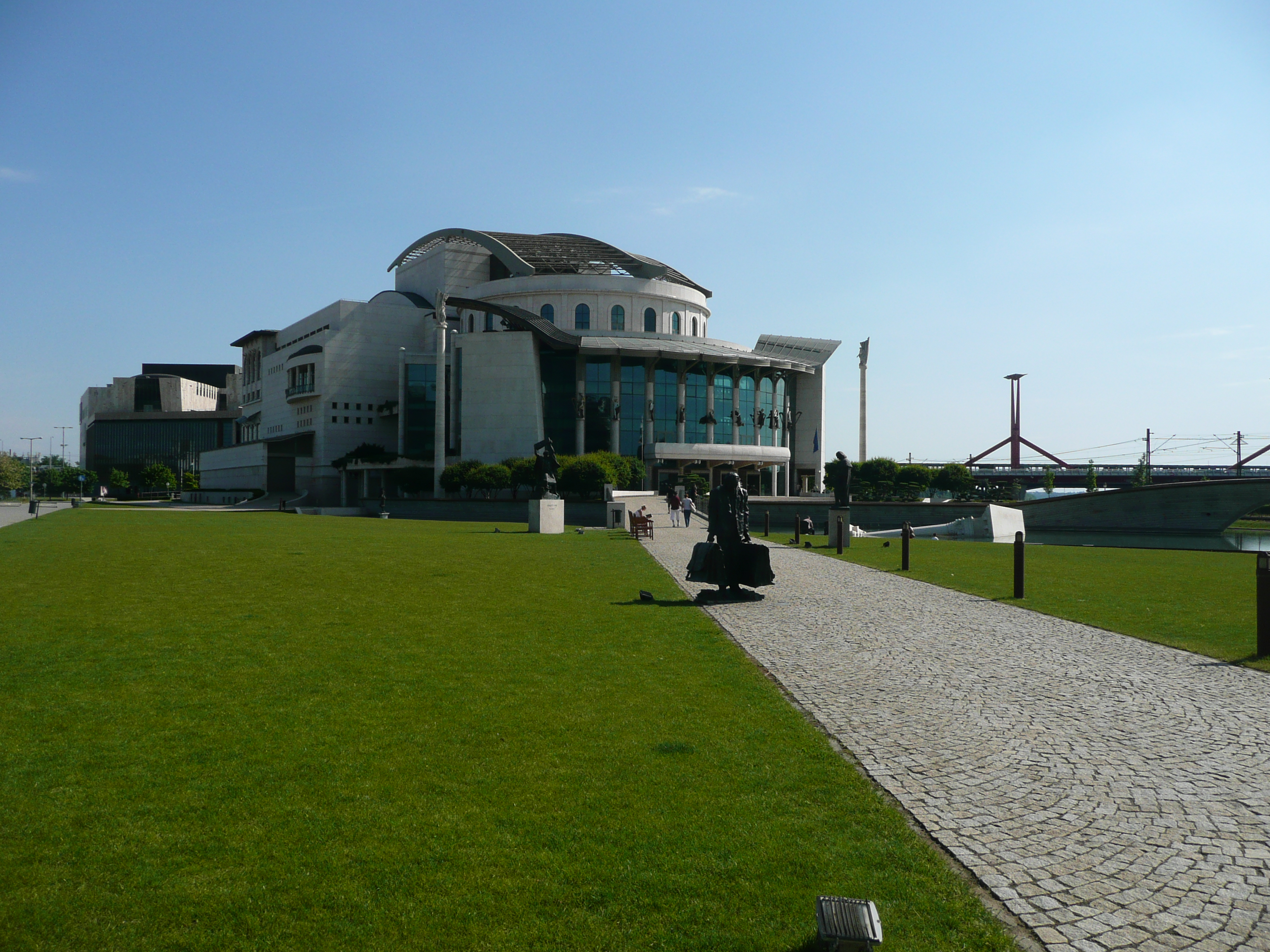
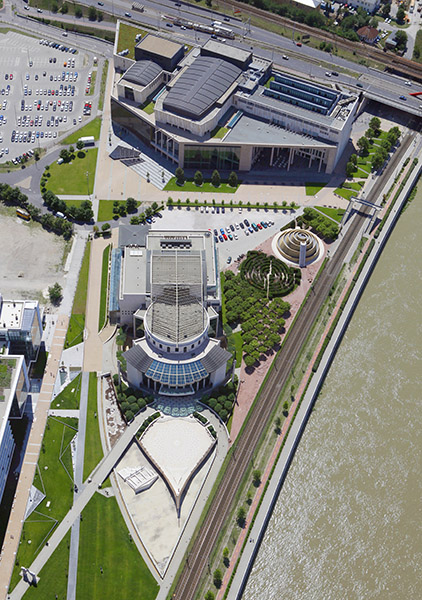
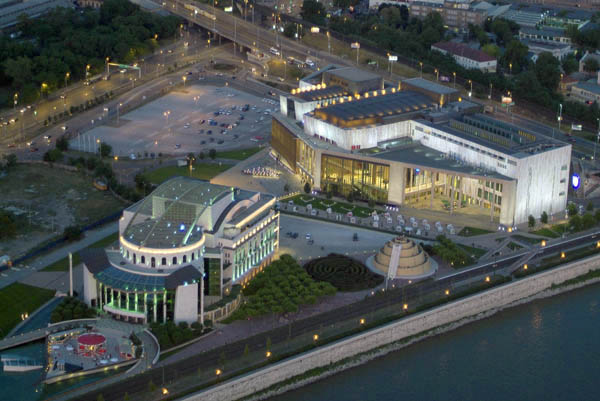
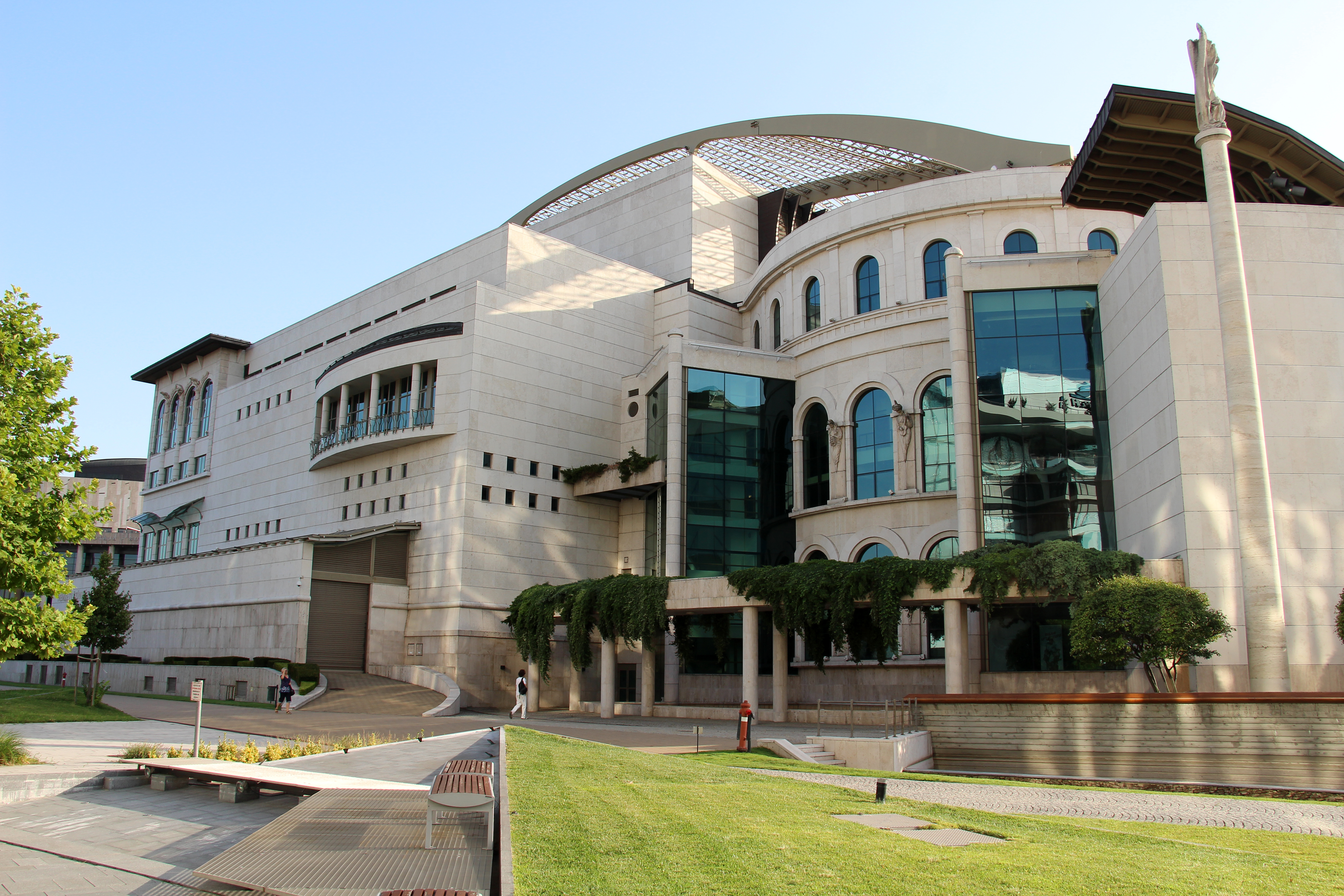
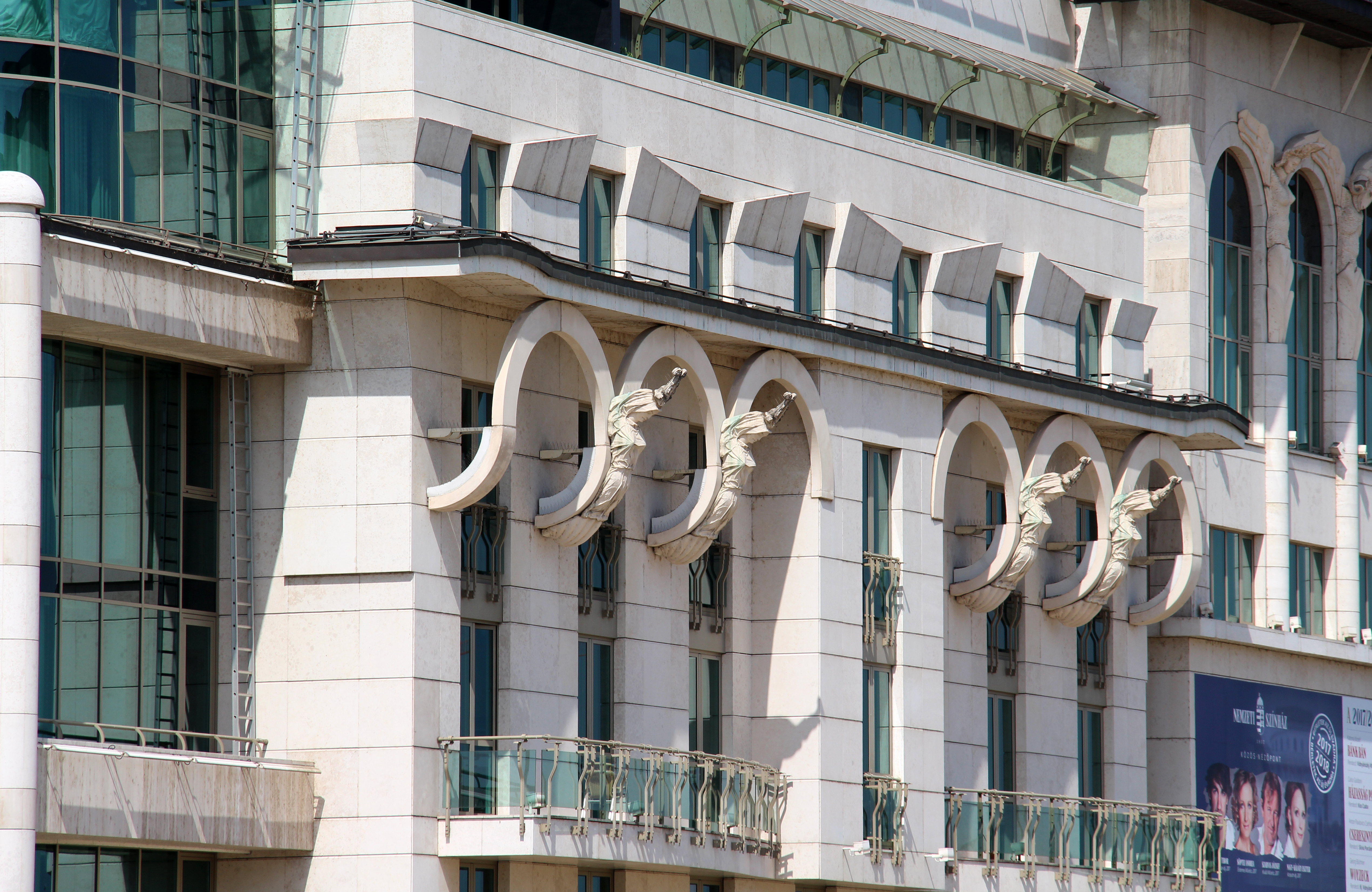
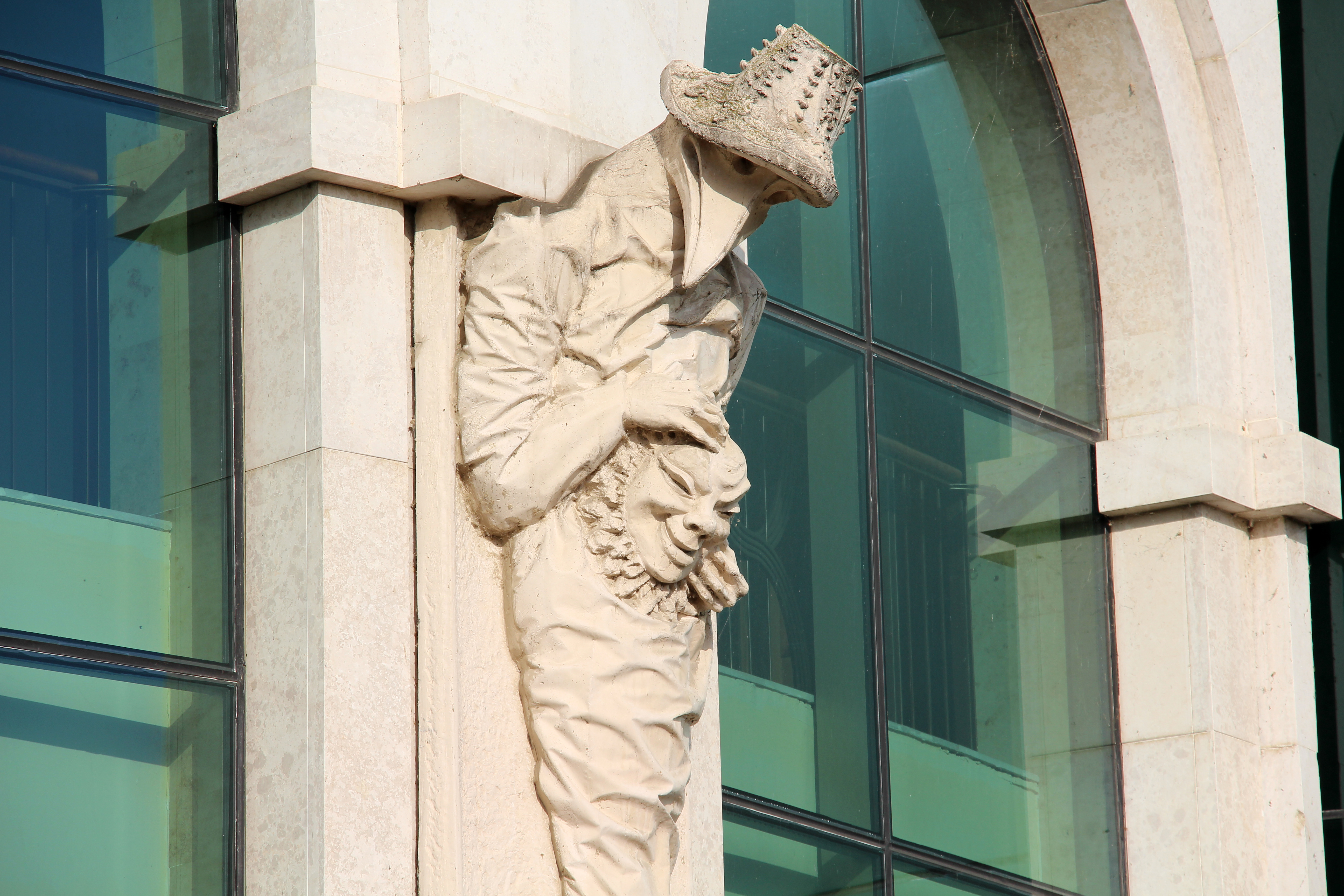
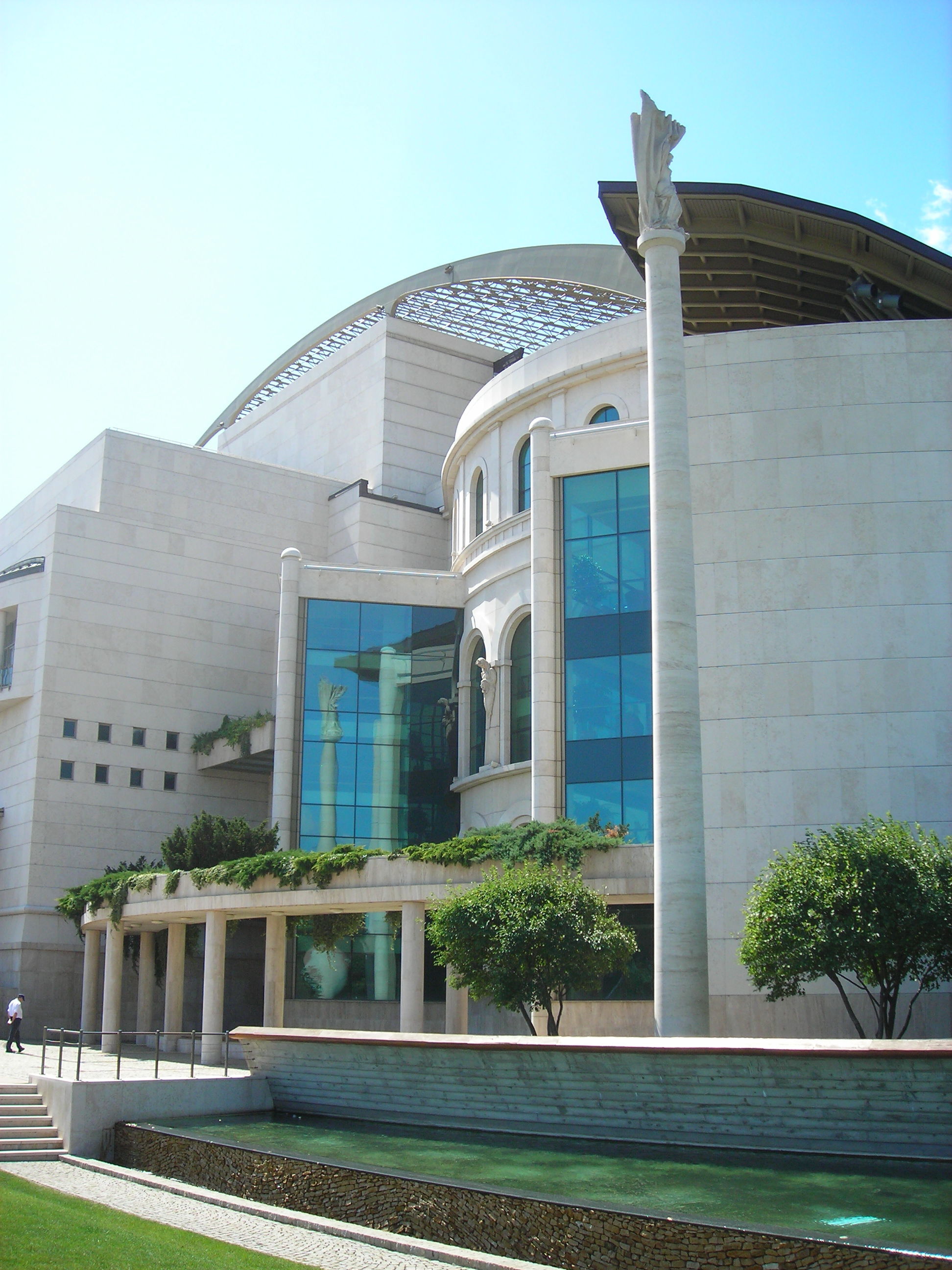
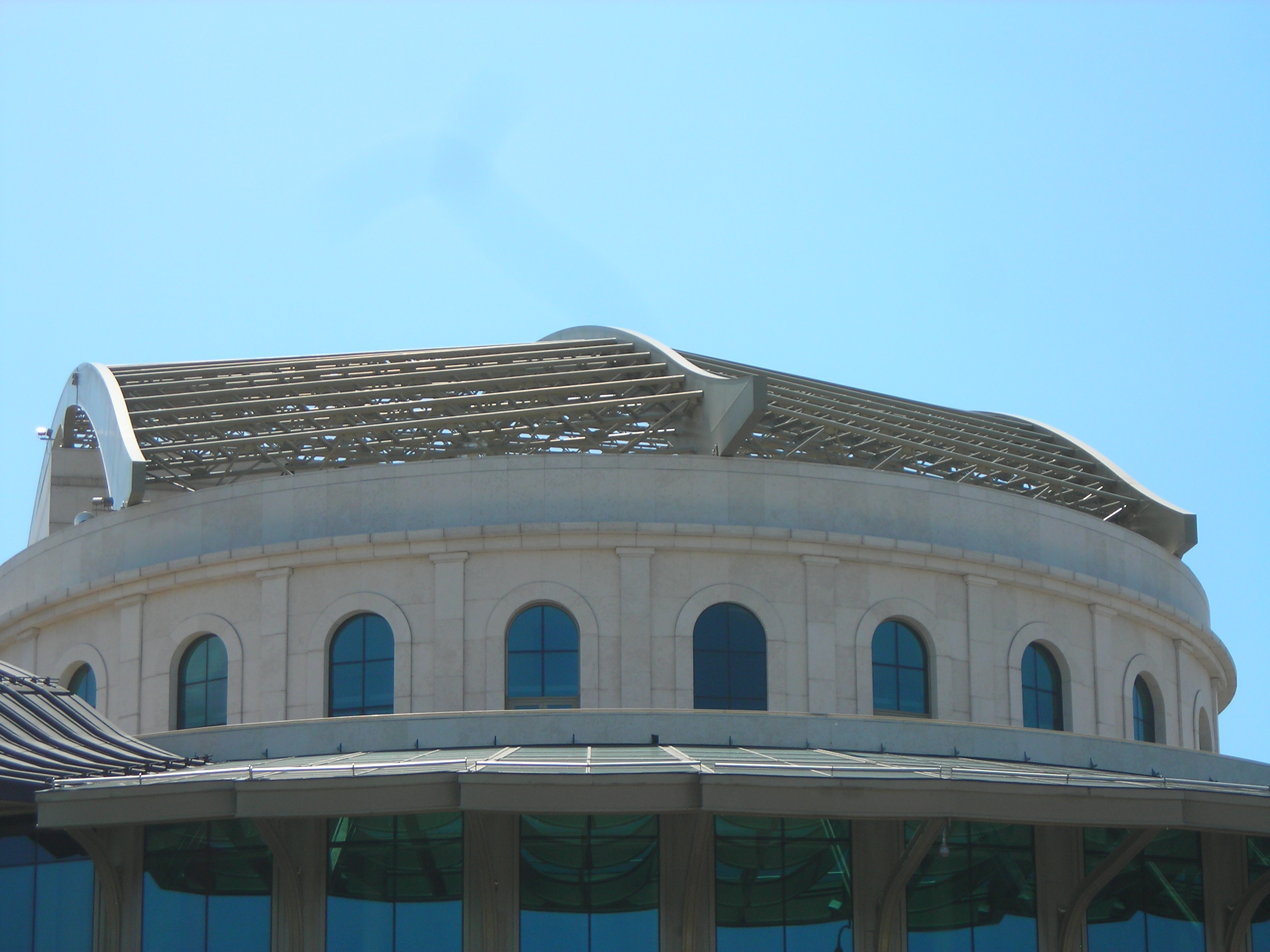
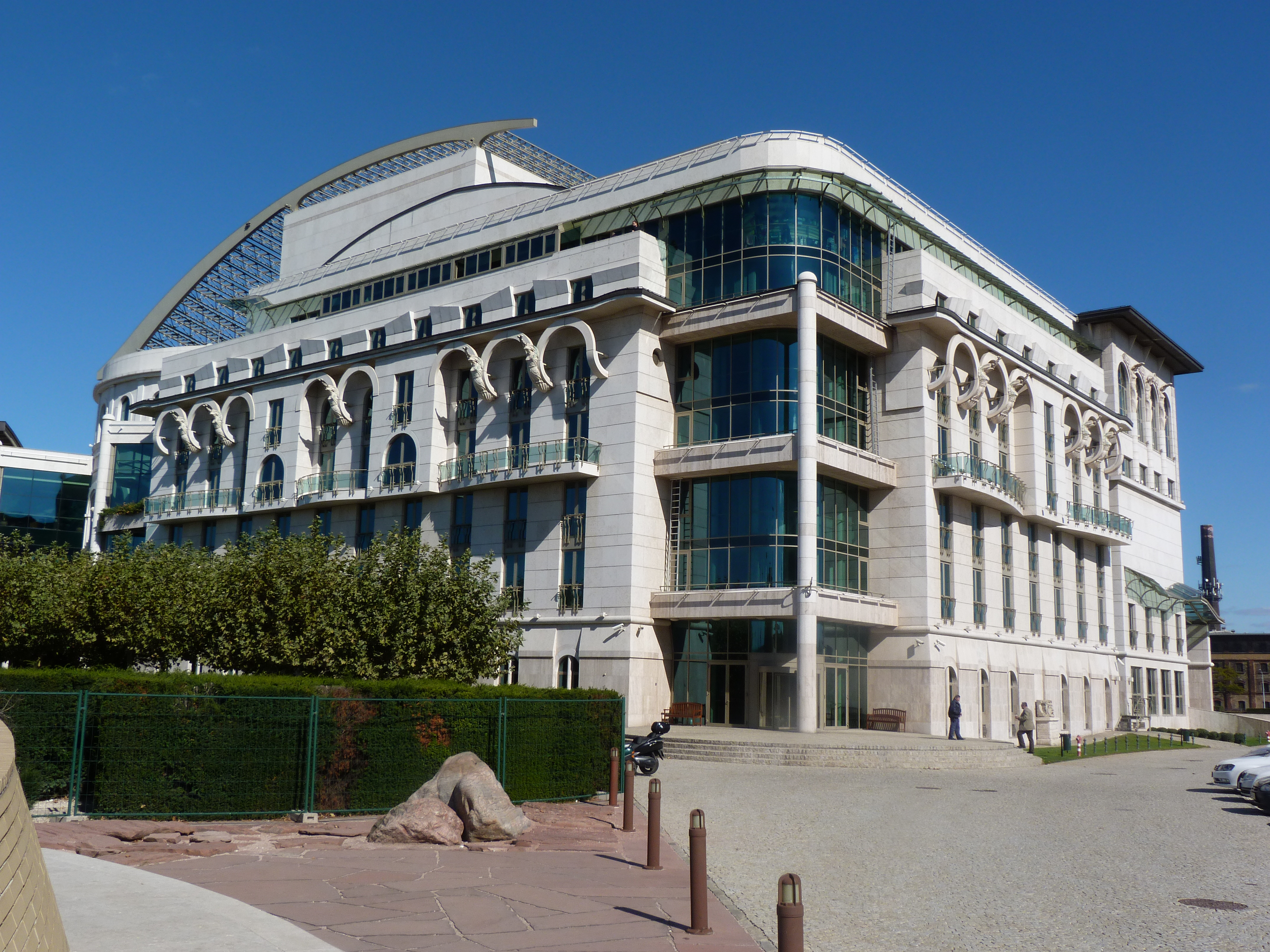
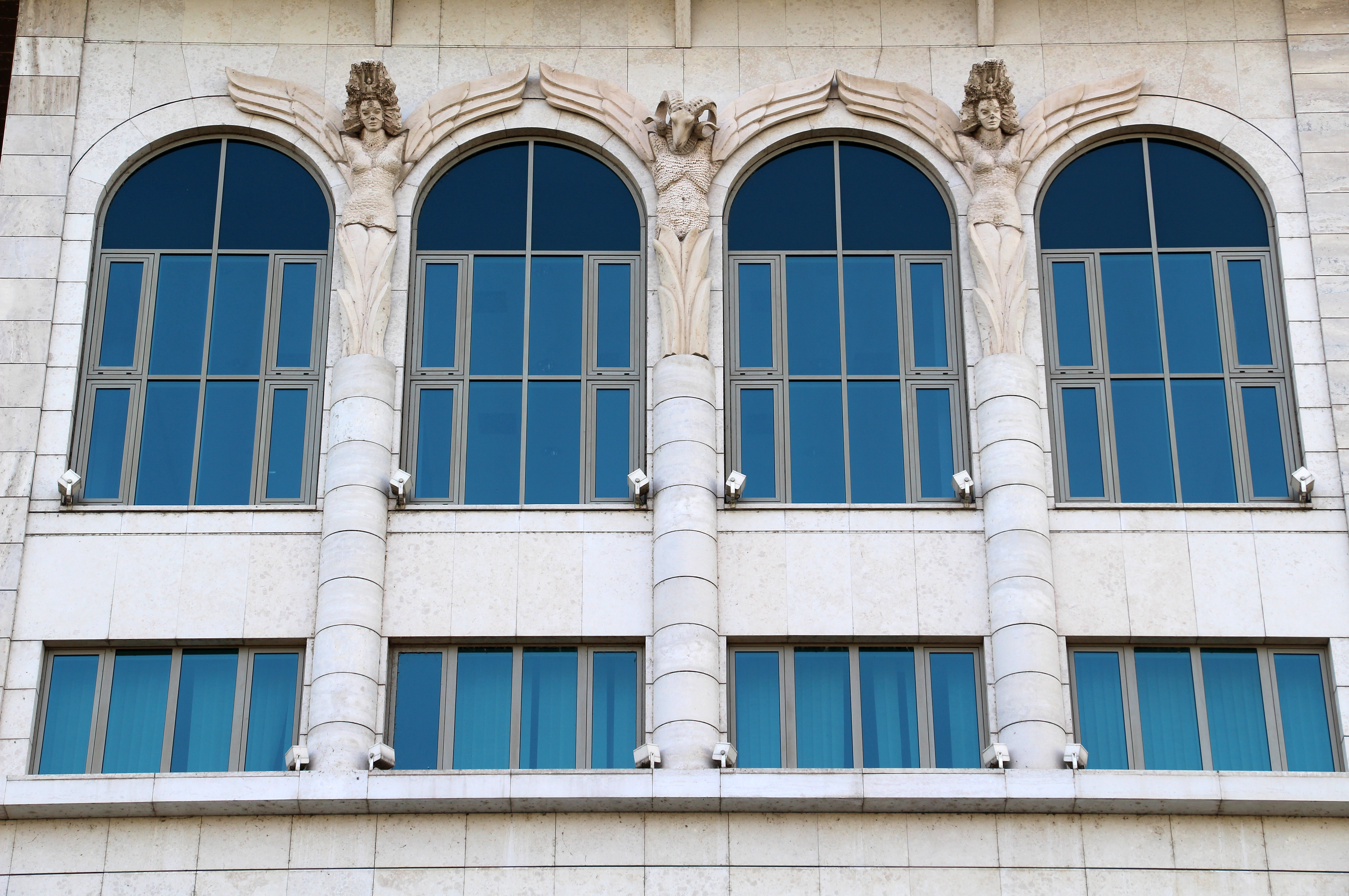
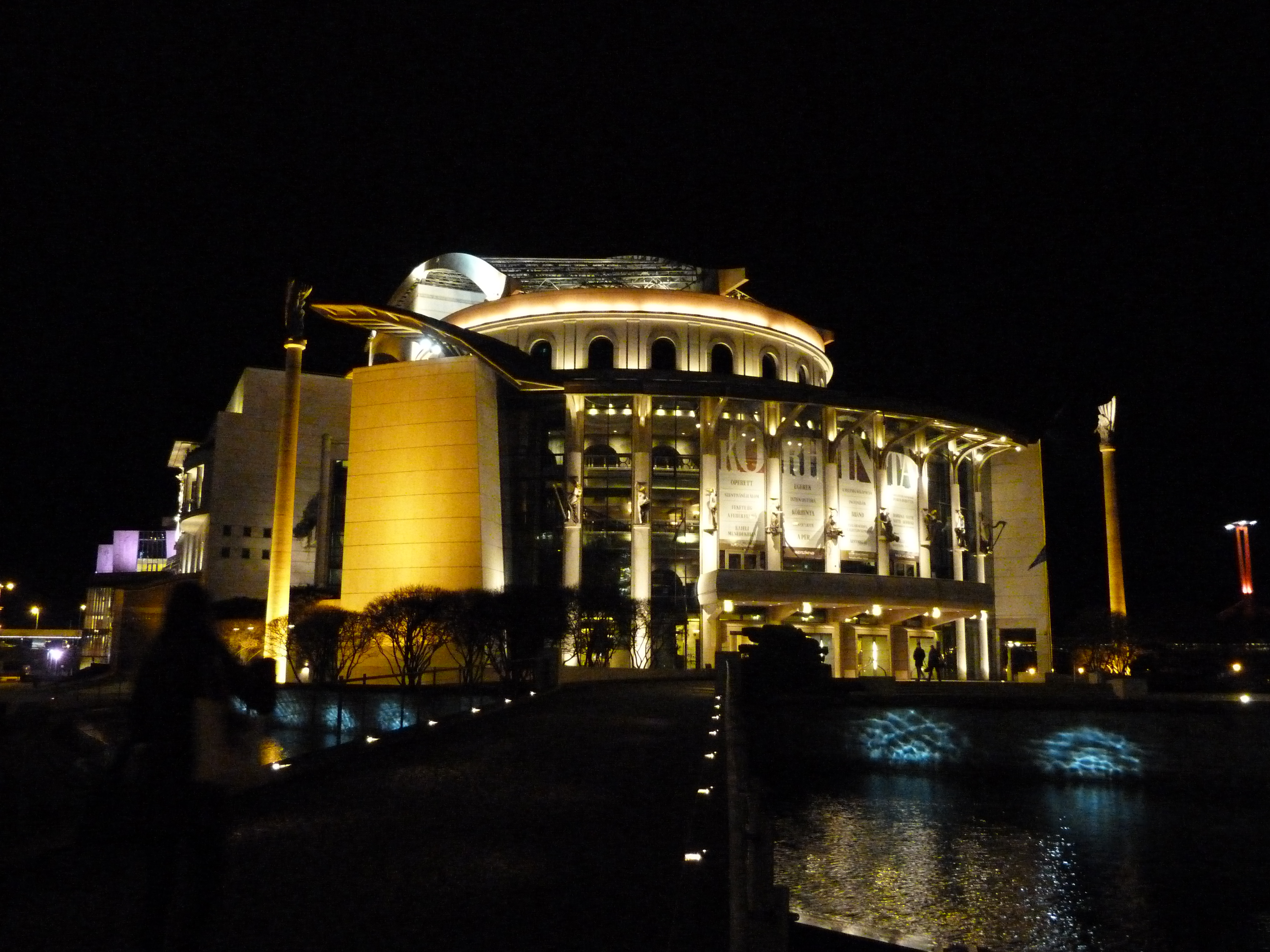